# اچ‌ام‌اس اچ۴۷
اچ‌ام‌اس اچ۴۷ (به انگلیسی: HMS H47) یک زیردریایی بود که طول آن ۱۷۱ فوت ۰ اینچ (۵۲٫۱۲ متر) بود. این زیردریایی در سال ۱۹۱۸ ساخته شد.